# Emanuele Macario
Emanuele Macario (Pigna, ... – ...; fl. XVI secolo) è stato un pittore italiano attivo a Genova fra il 1518 e il 1552.

## Biografia
I documenti e le iscrizioni leggibili sui dipinti firmati attestano che Emanuele Macario era originario di Pigna (entroterra di Ventimiglia) ed era un sacerdote. La sua attività si svolse prevalentemente nella valle Argentina situata nell'entroterra di Sanremo dove il pittore è documentato per la prima volta il 3 maggio del 1518, quando ricevette la committenza di un polittico destinato a ornare l'altare dedicato a San Mauro nella chiesa di San Lorenzo a Molini di Triora e presente oggi a Genova in Palazzo Bianco.
Nel 1522 il Macario fu protagonista di una complessa controversia che lo vide contrapporsi al priore della confraternita di Andagna riguardo al pagamento di una tavola, andata perduta, raffigurante lo Spirito Santo e destinata alla sede della congregazione. Nell'ambito di questa disputa, Bernardo Gastaldi, titolare della parrocchia di Triora, in qualità di arbitro condannò il sodalizio di Andagna al pagamento di 75 lire nonché delle spese affrontate dall'artista “depingendo dictam figuram sanct. spirit. cum suis ornamentis”.
Il 19 agosto del 1530 l'artista accettò di realizzare per Cristoforo Curlo una pala raffigurante il Crocefisso e san Luigi, opera destinata alla cappella posseduta dal mecenate nella collegiata di Taggia e per la quale, secondo le indicazioni fornite dal committente, doveva essere preso a modello il polittico con il Battesimo di Cristo di Ludovico Brea conservato nel convento di San Domenico.
Nel 1540 dipinge il polittico con Santa Maria Maddalena e Santi per l'oratorio omonimo di Molini di Triora ed attualmente nella chiesa parrocchiale di San Lorenzo. Cinque anni dopo Macario promise ai massari del santuario di Nostra Signora dell'Acquasanta presso Montalto Ligure di dipingere una tavola con la Madonna e il Bambino datata 1546, oggi nella chiesa parrocchiale di San Giovanni Battista.
Al medesimo periodo sembra risalire l'esecuzione del trittico raffigurante San Sebastiano della chiesa di Sant'Antonio Abate a Costarainera, pervenuto solo in forma frammentaria. Il dipinto, drasticamente smembrato in occasione di un furto risalente ai primi anni 20 del XX secolo, rivela un linguaggio ancora profondamente legato ai canoni compositivi propri della cultura figurativa del Ponente ligure dei primi anni del Cinquecento, individuabili all'interno di tutta la produzione artistica del Macario e abbinati a deboli ma significativi tentativi di aggiornamento linguistico secondo una tecnica rintracciabile nella maggior parte delle testimonianze figurative dell'artista.
A lui è stato pure attribuito un affresco con la Resurrezione nella cappella di San Bernardo presso Dolceacqua.